# Grensletruck

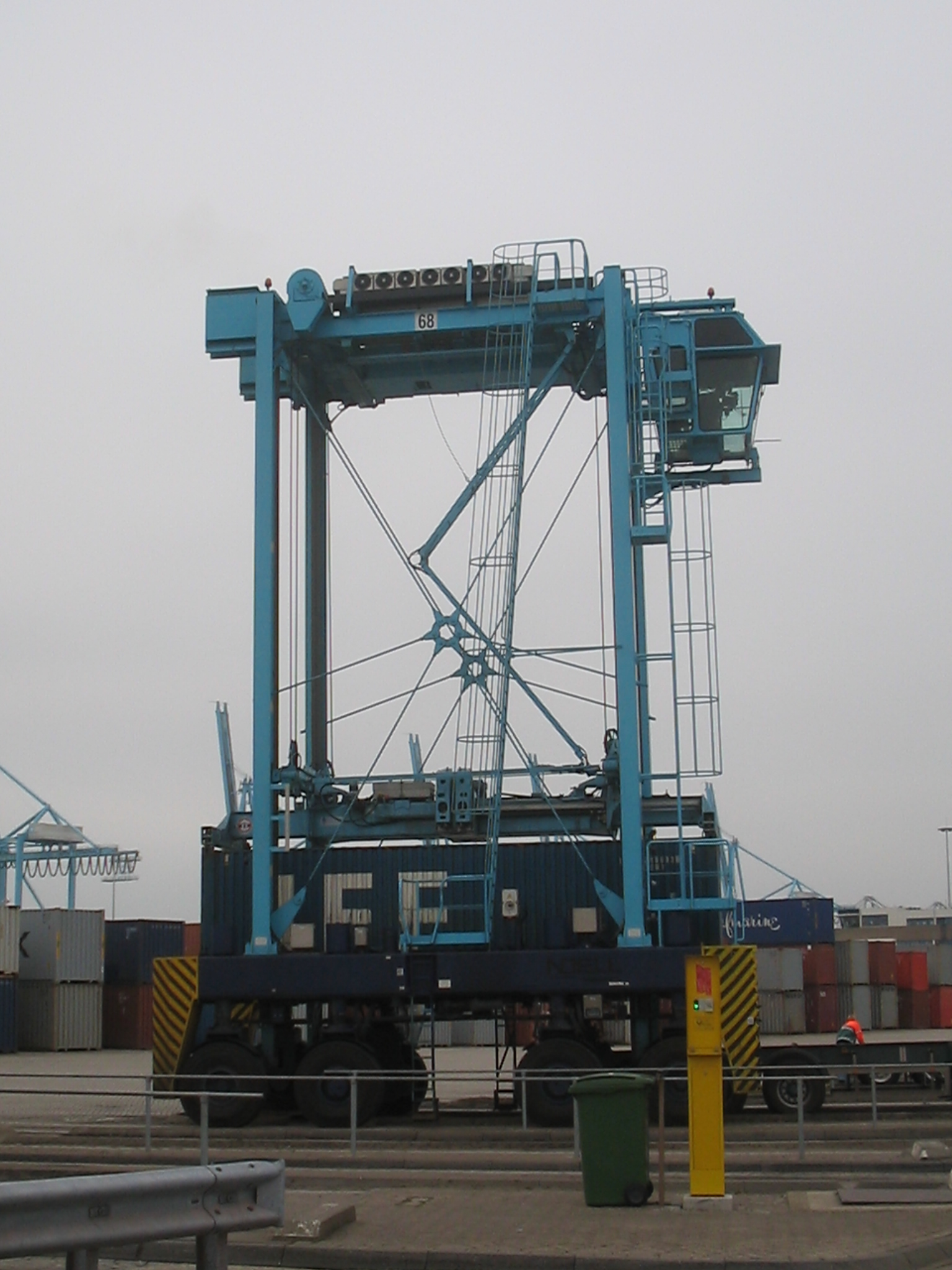
Grensletruck i Rotterdams hamn

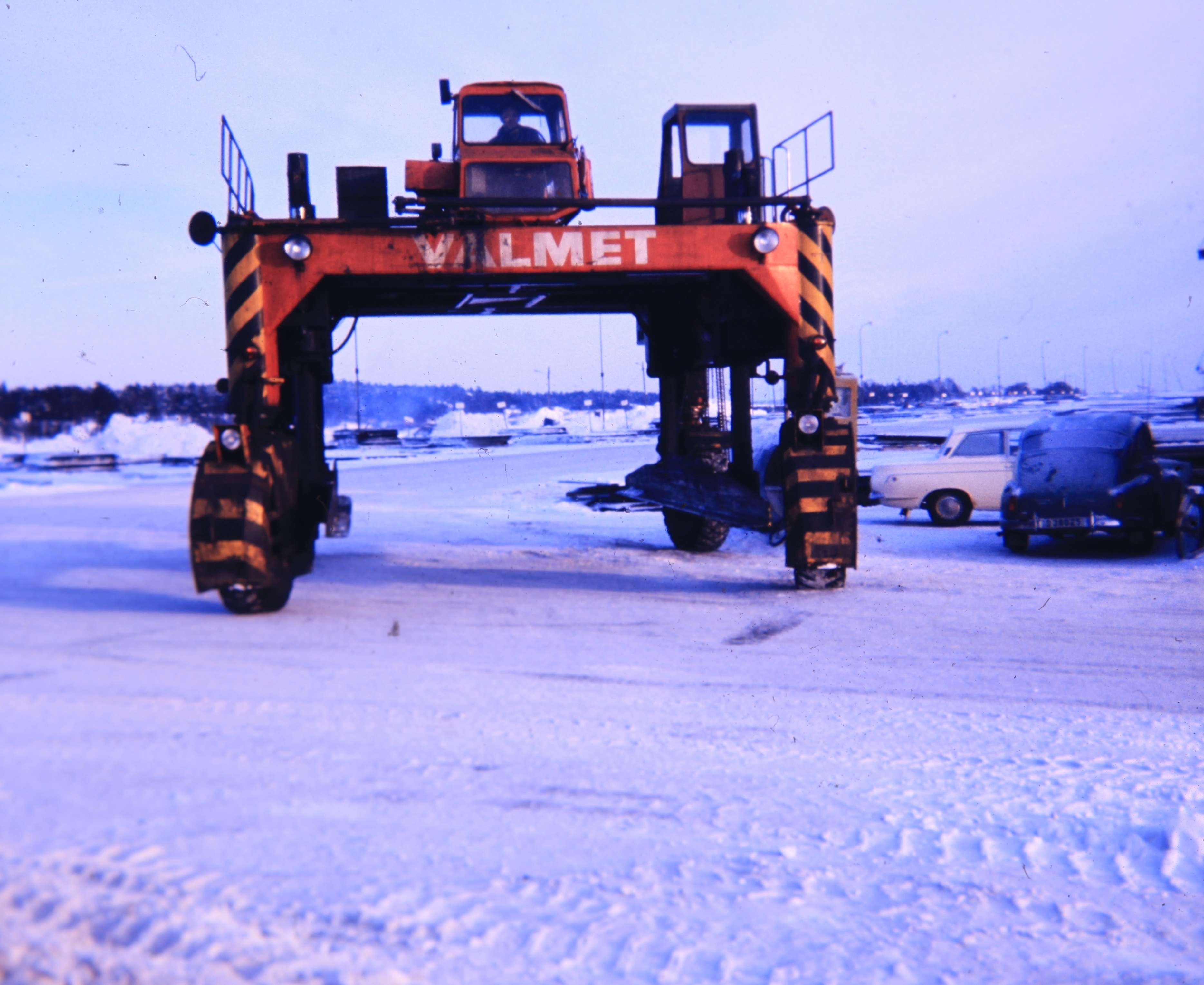
Valmet Gränsletruck

Grensletruck är ett lastfordon som bär lasten under fordonskroppen. Den används bland annat i hamnar för att lyfta containrar och på plåtlager för materialhantering. Den saknar gafflar då den har ett lyftok med teleskopfunktion, är upp till tio meter hög och tar lasten mellan hjulen. Den har fyra ben, ett i varje hörn och kan därmed lyfta tung last eftersom lastens tyngdpunkt hamnar innanför stödytan. En nackdel med grensletruckar är att de blir mer komplexa då de måste ha ett vridsystem för alla fyra hjulen vilket tenderar till att bli underhållskrävande, dyrbart och sårbart.